# Saint François en extase (Zurbarán)

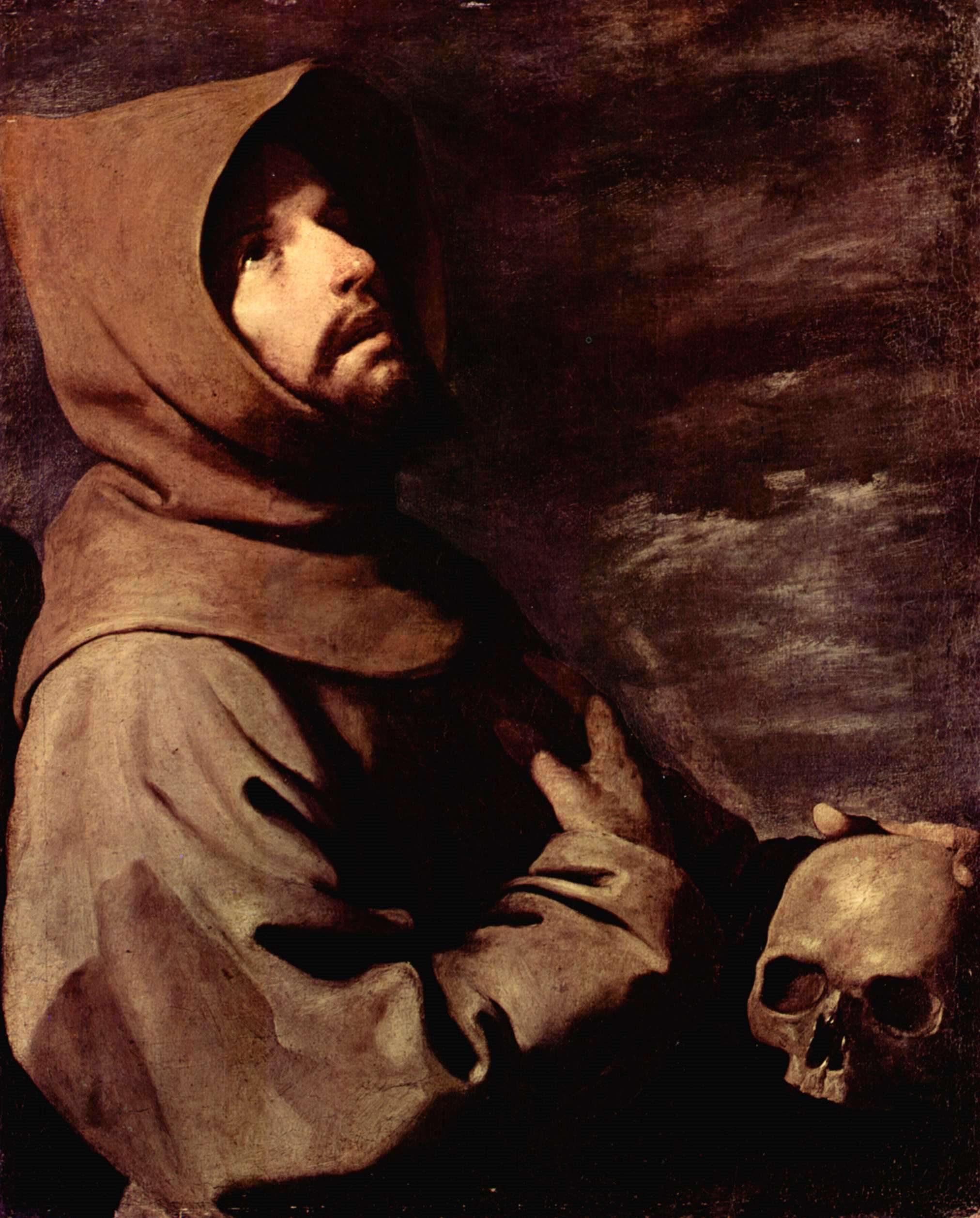
Saint François en extase, huile sur toile, 64,7 x 53, 1 cm, Alte Pinakothek, Munich. Inv. 504

Saint François en extase est un tableau de Francisco de Zurbarán (1598-1664) conservé à l'Alte Pinakothek de Munich et composé entre 1658 et 1660. Il représente l'extase de saint François d'Assise.
C'est l'une des nombreuses représentations de son patron de baptême, fondateur des franciscains, qu'a peintes Zurbarán et la dernière après Saint François en prière dans une grotte.
Ce tableau a été attribué à Guido Reni lorsqu'il a été acheté par l'électeur palatin Charles-Théodore en 1756 pour sa galerie de Mannheim. Il a été transféré à la Hofgartengalerie de Munich en 1799 et fait partie des collections de l'Alte Pinakothek depuis 1836. La rectification concernant son attribution a été faite en 1818 par Johann Georg von Dillis, directeur de la collection royale de Louis de Bavière.
L'impression de douceur, caractéristique de l'œuvre du peintre, est renforcée par la carnation du jeune homme qui prête ses traits au saint, ses yeux humides levés vers le ciel et sa main sur le cœur. Les tons bruns chauds du froc de saint François contrastent doucement avec les gris froids du fond. Le peintre a placé, comme il l'affectionne dans nombre de ses compositions, une nature morte avec ce crâne à droite qui rappelle la vanité en dehors de l'amour divin.